# Sébastien Le Toux
Sébastien Le Toux (Mont-Saint-Aignan, 10 de janeiro de 1984) é um futebolista francês que atua como atacante. Atualmente está no Colorado Rapids.

## Títulos
Seattle Sounders FC
- US Open Cup: 2009